# Типо, Мария
Мария Типо (итал. Maria Tipo; 23 декабря 1931, Неаполь — 10 февраля 2025[…], Флоренция) — итальянская пианистка и музыкальный педагог.

## Биография
Начала учиться игре на фортепиано у своей матери, некогда ученицы Бузони; в дальнейшем училась у Альфредо Казеллы и Гвидо Агости. В семнадцатилетнем возрасте выиграла Международный конкурс пианистов в Женеве, после чего начала активно концертировать в Европе и США. В 1952 году получила III премию Международного конкурса имени королевы Елизаветы. Особенно широкое признание получила в США, где её называли «неаполитанским Горовицем». Запись двенадцати сонат Доменико Скарлатти, сделанную Марией Типо в 1955 г. (всего за 4 часа студийной работы), журнал «Ньюсуик» назвал «самой впечатляющей записью года». Другая запись Типо, пользовавшаяся большим успехом, — баховские Гольдберг-вариации. Мария Типо также известна как настойчивый популяризатор фортепианных произведений Муцио Клементи. Она преподавала в консерваториях Женевы, Больцано и Флоренции. Среди её учеников пианисты Франк Леви, Нельсон Гёрнер, Фабио Бидини, Андреа Луккезини, Пьетро Де Мария, Джованни Нези, Алессандро Марангони, Алессандра Аммара, Анджело Арчильоне, Доменико Пиччике и многие другие.
Умерла 10 февраля 2025 года во Флоренции в возрасте 93 лет.